# الفطيرة الأمريكية: معسكر الفرقة
أميريكان باي:معسكر الفرقة (بالإنجليزية: American Pie: Band Camp)‏ هو فيلم جزئي من أفلام الفطيرة الأمريكية الثلاثة وأول فيلم يكتبه براد ريدل.والفلم يركز على مات ستيفلر الأخ الأصغر لستيف ستيفلر.في هذا الفلم مات يُرسل إلى معسكر فرق الغناء المعيب، حيث يضطر إلى تغيير أساليبه.

## روابط خارجية
- الفطيرة الأمريكية: معسكر الفرقة على موقع IMDb (الإنجليزية)
- الفطيرة الأمريكية: معسكر الفرقة على موقع روتن توميتوز (الإنجليزية)
- الفطيرة الأمريكية: معسكر الفرقة على موقع نتفليكس (الإنجليزية)
- الفطيرة الأمريكية: معسكر الفرقة على موقع قاعدة بيانات الأفلام العربية
- الفطيرة الأمريكية: معسكر الفرقة على موقع ألو سيني (الفرنسية)
- الفطيرة الأمريكية: معسكر الفرقة على موقع أول موفي (الإنجليزية)
- الفطيرة الأمريكية: معسكر الفرقة على موقع فيلمافينيتي (الإسبانية)
- الفطيرة الأمريكية: معسكر الفرقة على موقع قاعدة بيانات الأفلام السويدية (السويدية)
- الفطيرة الأمريكية: معسكر الفرقة على موقع قاعدة بيانات الفيلم (الإنجليزية)
- الفطيرة الأمريكية: معسكر الفرقة على موقع ليتربوكسد (الإنجليزية)